# أحمد النراقي
أحمد بن محمد مهدي النراقي،' وقيل مهدي بن أبي ذر الصفائي، النراقي.(1185 - 1245 هـ)، وهو عالم وفقيه وشاعر، من أهل نراق.

## نشأته
ولد أحمد النراقي في نراق، إحدى قرى كاشان الإيرانية، وذلك في الرابع عشر من شهر جمادى الآخر سنة 1185 هـ، وقيل سنة 1186 هـ، درس المقدمات من النحو والصرف، والمنطق والرياضيات والفلك في مسقط رأسه، ودرس كلا من الفقه والأصول والحكمة والفلسفة والكلام على يد والده مهدي النراقي.
وفي سنة 1205 هـ سافر إلى العراق لمواصلة الدراسة الحوزوية على يد علماء النجف وكربلاء، عاد بعدها إلى كاشان، وتصدى فيها للمرجعية بعد وفاة والده عام 1209هـ.

## اساتذته
1. والده محمد مهدي النراقي، المعروف بالمحقّق النراقي.
2. علي الطبأطبائي، صاحب الرياض.
3. محمد مهدي الشهرستاني.
4. جعفر كاشف الغطاء.
5. محمّد مهدي بحر العلوم.
6. محمّد باقر الأصفهاني، المعروف بالوحيد البهبهاني.[2]

## تلامذته
تتلمذ على يده العديد من طلاب العلم، منهم:
1. الشيخ الأنصاري.
2. ابنه ملا محمد النراقي.
3. ميرزا حبيب الله صاحب كتاب (لباب الألقاب).
4. محمد تقي البشت المشهدي.
5. أخوه ميرزا أبو القاسم النراقي.
6. ملا محمد حسن الجاسبي.
7. أبو القاسم الحسيني.

## أقوال العلماء فيه
قال الشيخ آقا بزرگ الطهراني: «هو الشيخ المولى أحمد بن المولى محمد مهدي بن أبي ذر النراقي الكاشاني، عالم كبير وفقيه بارع ومصنف جليل، وجامع متبحر ورئيس مطاع، وكان من الصلحاء الأتقياء والأبرار الأخيار عطوفا على الفقراء، شفيقا على الضعفاء، ساعيا في قضاء الحوائج، باذلا جهده في إنجاز مطالب المحتاجين... ».
قال صاحب الروضات في ترجمته:« فحل الفحول وفخر أهل المعقول والمنقول العارج إلى ذروة معارج الرفعة والتراقي، الحاج أحمد بن مهدي بن أبي ذر الكاشاني النراقي، كان بحرا عواجا ويما عجاجا وأستاذا ماهرا وعمادا كابرا وأديبا شاعرا من كبراء الدين وعظماء المجتهدين وقد صار بالعلم مليأ واوتى الحكم صبيا وكان له جامعية لأكثر العلوم وخصوصا الأصول والفقه والرياضيات والنجوم وكان رجلا كبيرا عظيم الجثة والمنزلة بطينا مبتدنا في الغاية، وقورا غيورا صاحب شفقة على الرعية والضعفاء وهمه عالية في كفاية مؤنهم وتحمل أعبائهم وزحماتهم».
قال محمد حسين الطبأطبائي صاحب تفسير الميزان: « قد نقل الأستاذ العلامة حسن حسن زاده الآملي  حفظه الله عن العلامة الطبأطبائي انه قال: النراقيان [المولى مهدي النراقي والمولى أحمد النراقي] من كبار علماء الإسلام لم يعرفا حق معرفتهما».
قال الشيخ محمد رضا المظفر: «هو المولى أحمد النراقى... صاحب «مستند الشيعة» المشهور في الفقه، وصاحب التأليفات الثمينة، أحد أقطاب العلماء في القرن الثالث عشر، وكفاه فخرا أنه كان أحد أساتذة الشيخ المولى مرتضى الأنصاري المتوفى (1281 ه) ولعل النراقي الصغير هذا هو من أهم أسباب شهرة والده وذيوع صيته، لما وطئ عقبه وناف عليه بدقة النظر وجودة التأليف».

## آثاره
- شرح تجريد الأصول
- معراج السعادة
- مناهج الوصول
- عين الأصول
- الأطعمة والأشربة
- مشكلات العلوم
- المستند في الفقه
- مثنويات «الطاقديس» وديوان شعر.[4]
- الرسائل والمسائل
- عوائد الأيام في مهمات أدلة الأحكام
- هداية الشيعة
- رسالة في اجتماع الأمر والنهي
- أسرار الحج
- حجية المظنة
- سيف الأمة وبرهان الملة
- وسيلة النجاة
- أساس الأحكام في تنقيح عمدة مسائل الأصول بالأحكام
- مفتاح الأحكام في أصول الفقه.[5]

## وفاته
توفي أحمد النراقي في الثالث والعشرون من ربيع الثاني، وقيل ربيع الأوّل سنة 1244 هـ، وقيل 1245 هـ، في مسقط رأسه كاشان، ونقل جثمانه إلى النجف، حيث دفن في صحن مرقد الإمام علي بن أبي طالب إلى جنب والده محمد مهدي النراقي.